# Bradley Thomas
Bradley Stephen Thomas (30 november 1965) is een Amerikaans film- en televisieproducent. Hij is vooral bekend van zijn samenwerkingen met de broers Peter en Bobby Farrelly.

## Biografie
Bradley Thomas werd in 1965 geboren in Maryland als de zoon van Medea en Charles Thomas. Zijn moeder werkte als vastgoedmakelaar en zijn vader was ondervoorzitter van het bedrijf United Container Machinery Group. Hij studeerde aan de Universiteit van Maryland. Van 1997 tot 2015 was hij getrouwd met actrice Hillary Matthews.

## Carrière
Thomas begon zijn Hollywoodcarrière in de jaren 1980 met kleine bijrollen in de tv-series Dynasty en Tour of Duty. Nadien ging hij aan de slag als filmproducent. In 1994 maakte hij zijn debuut met Dumb and Dumber, een komedie van de gebroeders Farrelly. Vier jaar later werkte het trio ook samen aan de succesvolle komedie There's Something About Mary (1998). De film bracht wereldwijd zo'n 370 miljoen dollar op.
Eind 1998 richtten Thomas en de gebroeders Farrelly samen het productiebedrijf Conundrum Entertainment op. Via het filmlabel produceerde het trio komedies voor 20th Century Fox. Zo maakten de drie onder meer Me, Myself & Irene (2000) en The Heartbreak Kid (2007).
Van 2002 tot 2004 was Thomas betrokken bij de productie van de animatieserie Ozzy & Drix. In 2014 richtte hij samen met onder meer Heroes-bedenker Tim Kring en financierder Dan Friedkin het productiebedrijf Imperative Entertainment op. Via het bedrijf produceerde hij misdaadfilms als All the Money in the World (2017) en The Mule (2018).

## Filmografie
| Jaar | Titel                        | Rol                  |
| ---- | ---------------------------- | -------------------- |
| 1994 | Dumb and Dumber              | coproducent          |
| 1995 | Till the End of the Night    | assistent-producent  |
| 1995 | Soldier Boyz                 | producent, acteur    |
| 1996 | Kingpin                      | producent            |
| 1997 | Behind Enemy Lines           | uitvoerend producent |
| 1997 | The Locusts                  | producent            |
| 1998 | Music from Another Room      | producent            |
| 1998 | There's Something About Mary | producent            |
| 1998 | American Dragons             | assistent-producent  |
| 2000 | Me, Myself & Irene           | producent            |
| 2001 | Say It Isn't So              | producent            |
| 2001 | Osmosis Jones                | producent            |
| 2001 | Shallow Hal                  | producent            |
| 2003 | Stuck on You                 | producent            |
| 2005 | Fever Pitch                  | producent            |
| 2005 | The Ringer                   | producent            |
| 2007 | The Heartbreak Kid           | producent            |
| 2011 | Hall Pass                    | producent            |
| 2012 | The Three Stooges            | producent            |
| 2014 | Dumb and Dumber To           | producent            |
| 2017 | Hot Summer Nights            | producent            |
| 2017 | The Square                   | uitvoerend producent |
| 2017 | All the Money in the World   | producent            |
| 2017 | The Philosophy of Phil       | producent            |
| 2018 | Arizona                      | producebt            |
| 2018 | The Mule                     | producent            |
| 2019 | Phil                         | producent            |